# 아리아나주

아리아나주의 위치

아리아나주(영어: Ariana Governorate, 아랍어: ولاية أريانة)는 튀니지 북부에 있는 주로, 주도는 아리아나이다. 인구는 576,088명(2014년)이다. 투니스 수스 주와 더불어 모델들 절세미인들의 인스타그램 활동이 많은 주로도 유명하다